# Roda Sport in het seizoen 1959/60
Het seizoen 1959/1960 was het zesde jaar in het bestaan van de Kerkraadse betaaldvoetbalclub Roda Sport. De club kwam uit in de Nederlandse Tweede divisie A en eindigde daarin op een gedeelde tweede plaats, waarna de onderlinge wedstrijd met EBOH werd verloren en de club als derde werd gerangschikt. De derde plaats gaf recht op het spelen van promotiewedstrijden tegen de nummer drie van divisie B. De promotiewedstrijden tegen Heerenveen werden niet gewonnen.

## Wedstrijdstatistieken

### Tweede divisie A
|       | Baronie | EBOH  | EDO   | Haarlem | LONGA | N.E.C. | ONA   | UVS   | De Valk | Wilhelmina | Xerxes |
| ----- | ------- | ----- | ----- | ------- | ----- | ------ | ----- | ----- | ------- | ---------- | ------ |
| Thuis | 3 – 2   | 0 – 0 | 7 – 1 | 2 – 2   | 5 – 2 | 1 – 0  | 7 – 0 | 3 – 1 | 2 – 1   | 1 – 0      | 3 – 1  |
| Uit   | 2 – 1   | 1 – 1 | 1 – 0 | 1 – 0   | 0 – 0 | 2 – 1  | 2 – 2 | 1 – 2 | 1 – 0   | 0 – 0      | 1 – 2  |

### Beslissingswedstrijd voor rechtstreekse promotie
| Beslissingswedstrijd                             | EBOH                     | 2 – 1 (0 – 1, 1 – 1) Na verlenging | Roda Sport       |
| 18 april 1960 Plaats: 's-Hertogenbosch De Vliert | Leen de Visser 54', 114' |                                    | 3' Boeb Becholtz |

### Promotiewedstrijd
| Promotiewedstrijd 1                                                                                  | Heerenveen                                            | 4 – 0 (0 – 0) | Roda Sport |
| 1 mei 1960 Plaats: Heerenveen J.H. Kruisstraat Toeschouwers: 5.000 Scheidsrechter: Huib van den Berg | Bart Hainje 57' Sikke Venema 57', 63' Eppie Hofma 78' |               |            |
| Promotiewedstrijd 2                                                                                  | Roda Sport                                            | 0 – 0         | Heerenveen |
| 8 mei 1960 Plaats: Kerkrade Jonkerbergstraat Toeschouwers: 3.500 Scheidsrechter: Janus Aalbrecht     |                                                       |               |            |

## Statistieken Roda Sport 1959/1960

### Eindstand Roda Sport in de Nederlandse Tweede divisie A 1959 / 1960
| Stand | Gespeeld | Gewonnen | Gelijk | Verloren | Punten | Doelpunten voor | Doelpunten tegen |
| ----- | -------- | -------- | ------ | -------- | ------ | --------------- | ---------------- |
| 3e    | 22       | 11       | 6      | 5        | 28     | 43              | 22               |

### Topscorers
| #                | Naam                        | Goal |
| ---------------- | --------------------------- | ---- |
| 1.               | Michel Esser                | 10   |
| 2.               | Boeb Becholtz               | 8    |
| 3.               | Gerard Hoenen               | 6    |
| 4.               | Hens Fischer                | 5    |
| 5.               | Richard Kikken              | 4    |
| 6.               | André Dovermann             |      |
| 6.               | Gorissen                    |      |
| 8.               | Jo Hoeppertz                | 1    |
| Eigen doelpunten |                             |      |
| –                | Willy Cornelissen (N.E.C.)  | 1    |
| –                | Arie Klein (EDO)            | 1    |
| –                | Cees Schoenmakers (Baronie) | 1    |
| –                | Nico Vat (ONA)              | 1    |
| –                | Leen de Visser (EBOH)       | 1    |
| Totaal           | Totaal                      | 43   |

| #      | Naam          | Goal |
| ------ | ------------- | ---- |
| 1.     | Boeb Becholtz | 1    |
| Totaal | Totaal        | 1    |

| #      | Naam        | Goal |
| ------ | ----------- | ---- |
| –      | Geen speler | 0    |
| Totaal | Totaal      | 0    |